# بربارة راش
بربارا راش (بالإنجليزية: Barbara Rush)‏ (4 يناير 1927 – 31 مارس 2024) ممثلة تلفزيونية وسينمائية أمريكية حائزة على جائزة غولدن غلوب. في عام 1954، فازت راش بجائزة غولدن غلوب باعتبارها ممثلة وافدة جديدة واعدة عن دورها في فيلم الخيال العلمي الأمريكي الأسود والأبيض عام 1953، جاء من الفضاء الخارجي. في وقت لاحق من حياتها المهنية، أصبحت راش مؤدية منتظمة في المسلسل التلفزيوني بيتون بليس، وظهرت في الأفلام التلفزيونية والمسلسلات القصيرة ومجموعة متنوعة من البرامج الأخرى، بما في ذلك المسلسل التلفزيوني أول ماي تشيلدرن والدراما العائلية الجنة السابعة، بالإضافة إلى البطولة في أفلام، بما في ذلك شباب فيلادلفيا، وفيلم الأسود الشابة، وفيلم هومبر.

## نشأتها والتعليم
ولدت راش في دنفر. نشأت في سانتا باربرا، كاليفورنيا. التحقت بجامعة كاليفورنيا، سانتا باربرا وتخرجت عام 1948، وبدأت حياتها المهنية في برنامج المسرح بالجامعة.

## روابط خارجية
- بربارة راش على موقع IMDb (الإنجليزية)
- بربارة راش على موقع ألو سيني (الفرنسية)
- بربارة راش على موقع تيرنر كلاسيك موفيز (الإنجليزية)
- بربارة راش على موقع أول موفي (الإنجليزية)
- بربارة راش على موقع قاعدة بيانات برودواي على الإنترنت (الإنجليزية)
- بربارة راش على موقع قاعدة بيانات الأفلام السويدية (السويدية)
- بربارة راش على موقع إن إن دي بي (الإنجليزية)
- بربارة راش على موقع قاعدة بيانات الفيلم (الإنجليزية)
- بربارة راش على موقع كينوبويسك (الروسية)